# Travenhorst
Travenhorst település Németországban, Schleswig-Holstein tartományban. Lakosainak száma 194 fő (2023. december 31.).

## Népesség
A település népességének változása:
| Lakosok száma | 233  | 204  | 205  | 210  | 203  | 194  |
|               | 1975 | 2017 | 2019 | 2021 | 2022 | 2023 |